# Oscar Nuñez
Oscar Núñez (Colón, 18 novembre 1958) è un attore e comico cubano naturalizzato statunitense.
Dopo un primo matrimonio con la moglie Carla, ha sposato nel 2011 l'attrice Ursula Whittaker da cui ha avuto un figlio, August.

## Riconoscimenti
- Nomination agli ALMA Awards 2010: Miglior attore protagonista per Ricatto d'amore

## Filmografia parziale

### Attore

#### Cinema
- The Italian Job, regia di F. Gary Gray (2003)
- Reno 911!: Miami, regia di Robert Ben Garant (2007)
- Ricatto d'amore (The Proposal), regia di Anne Fletcher (2009)
- Tell, regia di J.M.R. Luna (2014)
- The 33, regia di Patricia Riggen (2015)
- Miss Stevens, regia di Julia Hart (2016)
- Mascots, regia di Christopher Guest (2016)
- Baywatch, regia di Seth Gordon (2017)
- DriverX, regia di Henry Barrial (2017)
- The Lost City, regia di Aaron e Adam Nee (2022)
- Raymond & Ray, regia di Rodrigo García (2022)
- Come per disincanto - E vissero infelici e scontenti (Disenchanted), regia di Adam Shankman (2022)
- Scivolando sulla neve (Dashing Through The Snow), regia di Tim Story (2023)

#### Televisione
- Curb Your Enthusiasm – serie TV, episodio 1x05 (2000)
- Malcolm (Malcolm in the Middle) – serie TV, episodi 4x05-4x16 (2002-2003)
- Reno 911! – serie TV, episodi 1x12-1x13-4x05 (2003, 2006)
- The Office – serie TV, 176 episodi (2005-2013)
- Halfway Home – serie TV, 10 episodi (2007)
- Benched - Difesa d'ufficio (Benched) – serie TV, 12 episodi (2014)
- New Girl – serie TV, episodio 3x23 (2014)
- Brooklyn Nine-Nine – serie TV, episodio 3x12 (2016)
- Shameless – serie TV, episodi 6x09-7x10 (2016)
- Liv e Maddie – serie TV, episodio 4x01 (2016)
- People of Earth – serie TV, 15 episodi (2016-2017)
- Worst Cooks in America – programma TV, 5 puntate (2018)
- NCIS: Los Angeles – serie TV, episodio 10x22 (2019)
- Mr. Iglesias – serie TV, 18 episodi (2019-2020)
- Social Distance – serie TV, episodio 1x02 (2020)
- The Goldbergs – serie TV, episodio 8x01 (2020)
- Lo straordinario mondo di Zoey (Zoey's Extraordinary Playlist) – serie TV, episodi 2x10-2x11-2x12 (2021)
- The Paper – serie TV (2025)

### Doppiatore
- 3 in mezzo a noi - I racconti di Arcadia (3Below: Tales of Arcadia) – serie animata, 9 episodi (2018-2019)
- Dov'è Wally (Where's Waldo?) – serie animata, episodio 1x08 (2019)

## Doppiatori italiani
Nelle versioni in italiano delle opere in cui ha recitato, Oscar Nuñez è stato doppiato da:
- Franco Mannella in Ricatto d'amore, Come per disincanto - E vissero infelici e scontenti, Scivolando sulla neve
- Edoardo Nordio in The Office
- Saverio Indrio in Benched - Difesa d'ufficio
- Pasquale Anselmo in Liv e Maddie
- Davide Marzi in Baywatch
- Oreste Baldini in The Lost City

Da doppiatore, è stato sostituito da:
- Alessandro Budroni in Firebuds